# Gastronomia de Tanzània
La gastronomia de Tanzània es basa en les tradicions de les tribus locals, però també va ser influenciada per la cuina índia (principalment a la costa), per la gran comunitat d'indis que ha emigrat a Tanzània; com a resultat d'això, una proporció considerable de la cuina tanzana consta de plats com el chapati, les samosses o i el masala. En molts aspectes és similar a la cuina de Kenya.

## Descripció

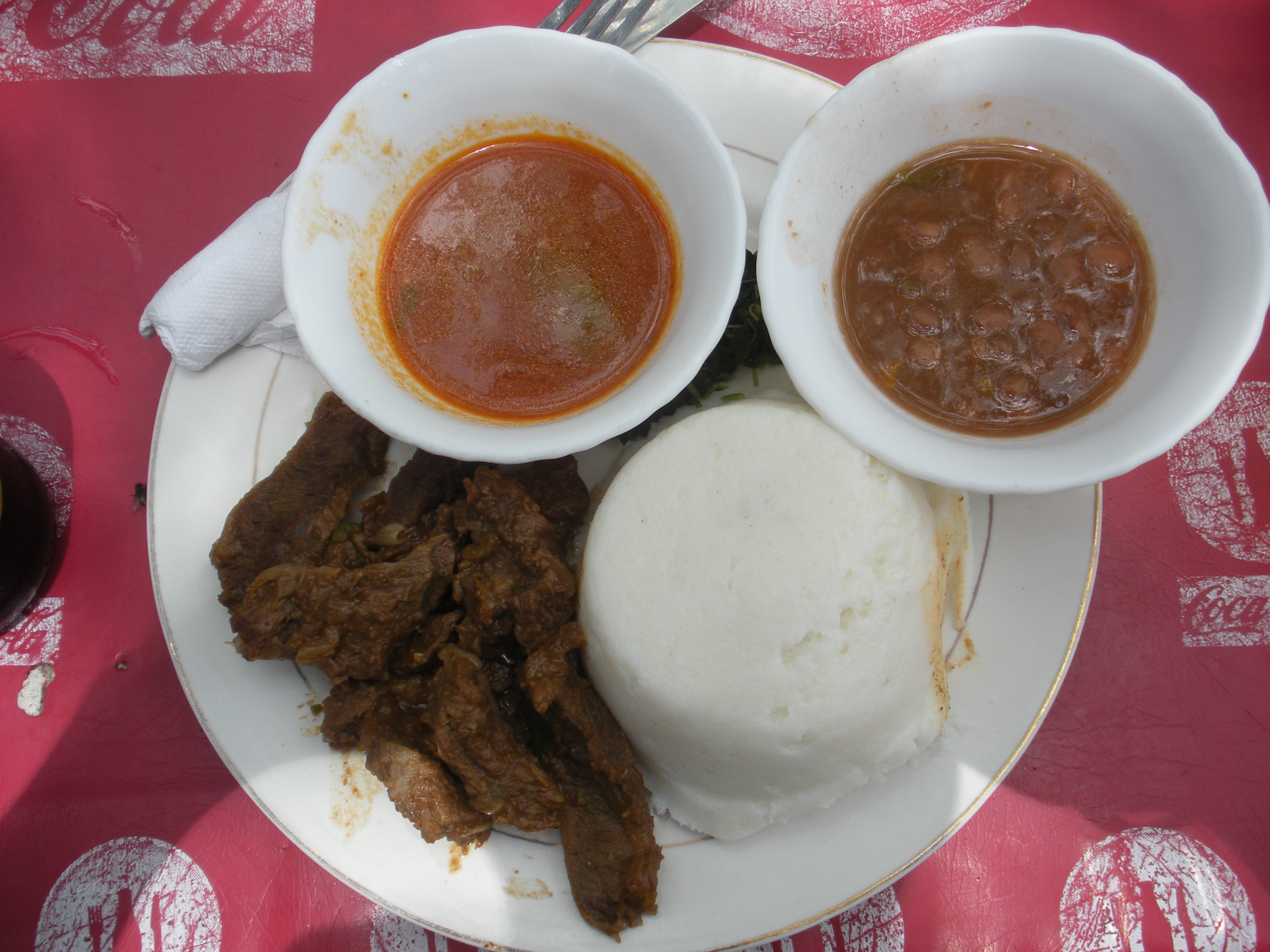
Ugali i nyama choma

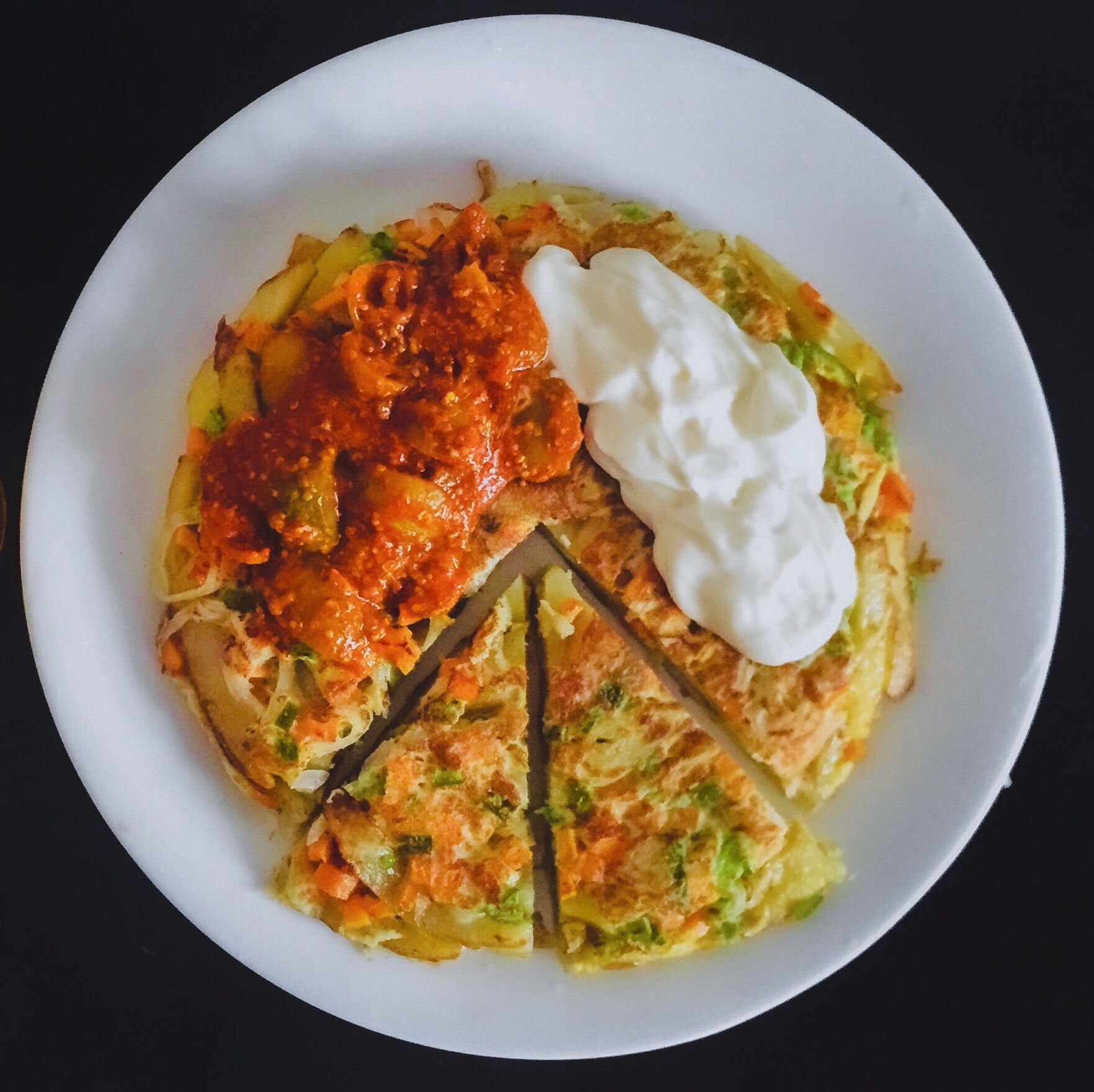
Chipsi mayai

La cuina tanzana varia segons la regió geogràfica. Al llarg de les regions costaneres (Dar es Salaam, Tanga, Bagamoyo, Zanzíbar i Pemba), els aliments picants són habituals (com l'urojo, una sopa amb kachori - patates picants -, mango, llima, coco, mandioca, amanida i piri piri), i també s'utilitza molt la llet de coco.
Les regions de Tanzània continental consumeixen diferents aliments. Alguns aliments típics de Tanzània continental inclouen el wali (arròs), l'ugali (farinetes de blat de moro, mill o mandioca), el nyama choma (carn a la brasa), el mishkaki (broquetes de vedella marinada a la graella), el samaki (peix, generalment tilapia), el pilau (arròs barrejat amb una varietat d'espècies), el biriyani i el ndizi-nyama (plàtans amb carn).
Les verdures que s'utilitzen habitualment a Tanzània inclouen la bamia (ocra), que es menja principalment com a guisat o es prepara en guisat tradicional anomenat mlenda, la mchicha (amarant tricolor), els njegere (pèsols), els maharage (fesols) i les kisamvu (fulles de mandioca). Tanzània conrea almenys 17 tipus diferents de plàtans que s'utilitzen per a sopa, guisat i en forma de xips.
Alguns aliments d'esmorzar que es veuen típicament a Tanzània són el maandazi (bunyol fregit), el chai (te), el chapati (un tipus de pa pla), les farinetes i, sobretot, el chipsi mayai a les zones rurals.
Entre els aperitius de Tanzània hi ha visheti, kashata (barretes de coco), kabaab (kebab), sambusa (samossa), mkate wa kumimina (pa d'arròs de Zanzíbar), vileja, vitumbua (pastetes d'arròs) i bagia.

## Begudes
Les begudes alcohòliques també formen part de la gastronomia tanzana, i en les cerimònies poden tenir un valor simbòlic. També hi ha cerveses i licors locals derivats del plàtan, el blat de moro, l'arròs, la mel o el sorgo. Al país hi s'hi fa una elaboració comercial de konyagi, una beguda espirituosa semblant a la ginebra, així com una varietat de cerveses i refrescs. Tanzània també és coneguda pel cafè que s'hi cultiva, i també hi són populars el te o el vi de palma.
En menor mesura, la viticultura també està molt estesa. Tanzània és el segon productor de vi de l'Àfrica subsahariana (després de Sud-àfrica); la majoria de les vinyes es troben a prop de la ciutat de Dodoma al centre del país. Les varietats de vi conreades són chenin blanc, syrah, cabernet sauvignon i la varietat local makutupora. Tanmateix, els vins de Tanzània encara no es distribueixen àmpliament arreu del món.

## Hàbits culinaris
Els tanzans utilitzen la mà dreta per menjar plats compartits al centre de la taula. Els infants mengen per separat i els àpats solen anar acompanyats d'aigua o refrescs. L'expressió afya ("a la teva") s'utilitza habitualment durant els brindis.
El menjar de carrer està molt estès a les ciutats. Diversos venedors cuinen nyama choma o pop a la brasa. Als carrers de Tanzània també hi ha fondes informals anomenades hoteli que serveixen menjar local. Els salons de te estan àmpliament disponibles i ofereixen aperitius i àpats lleugers.

## Gastronomia de Zanzíbar

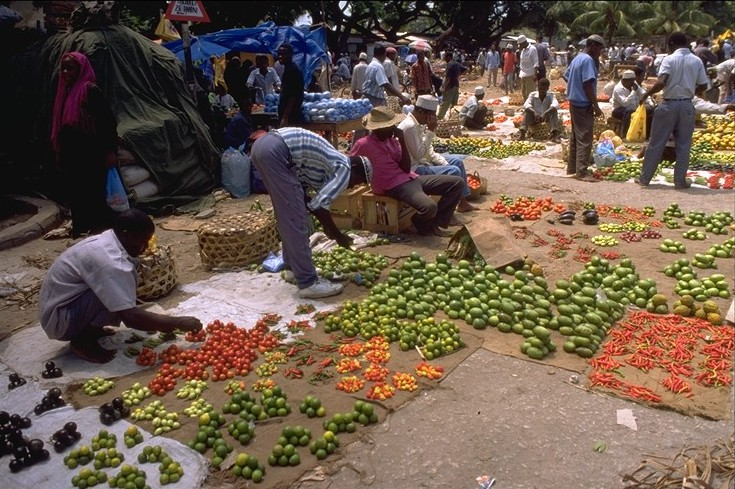
Verdures venudes a Stone Town, a Zanzíbar

La cuina de Zanzíbar és una barreja d'influències suahili, índia, persa, àrab, britànica i portuguesa. A més dels plats de Tanzània, són populars diversos plats de la cuina índia com el biryani, el chutney, la samossa o el curri.
L'especialitat de Zanzíbar és la pizza, però la de Zanzíbar és força diferent de la pizza italiana. És una massa a la qual s'hi afegeix ceba, pebrot, carn i ous, i fins i tot també formatge. A continuació, aquest pastís es plega i es fregeix.